# Jerry Buttimer

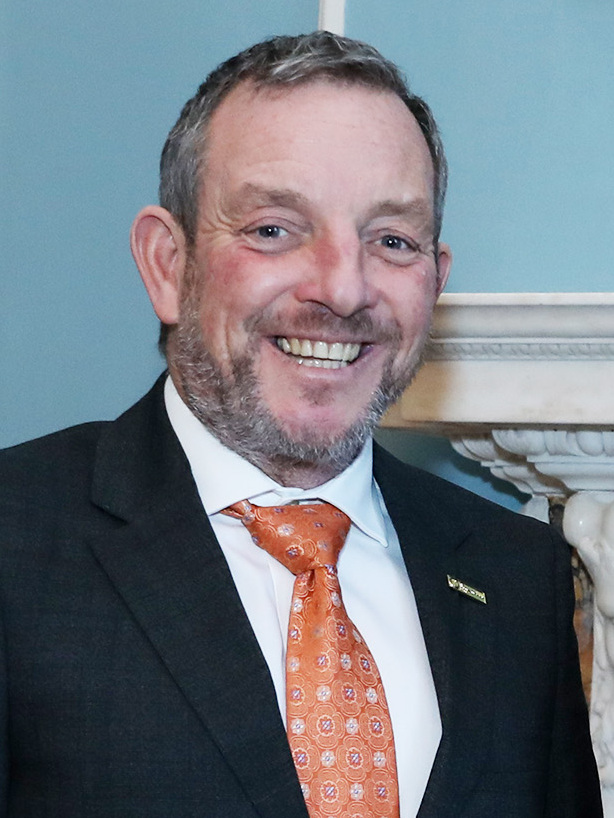
Jerry Buttimer (2022)

Jerry Buttimer (* 18. März 1967 in Cork) ist ein irischer Politiker (Fine Gael).
Nach seiner Schulzeit in Cork beabsichtigte Buttimer, Priester zu werden und studierte am St. Patrick’s College in Maynooth. Er war aussichtsreicher Kandidat für eine Priesterweihe in der Diözese Cork und Ross. Schließlich wechselte er den Studiengang und wurde schließlich Lehrer an einer weiterführenden Schule und Leiter der Erwachsenenbildung in Ballincollig.
2004 wurde er in den Cork County Council für die Fine Gael gewählt. Bei den Wahlen zum Dáil Éireann 2007 trat er im Wahlkreis Cork South Central an und scheiterte. Er wurde jedoch wenig später über die Arbeitnehmerliste in den Seanad Éireann gewählt. Als 2011 der 31. Dáil Éireann gewählt wurde, kandidierte er erneut in Cork South Central und erlangte einen Sitz. 2012 wurden die Stimmbezirke von Bishopstown und Glasheen umgegliedert, die für Buttimer wichtig waren. Bei den Wahlen 2016 verlor er daraufhin wieder seinen Sitz und zog stattdessen auf die Ernennung durch den Taoiseach erneut in den Seanad ein. 2020 versuchte er erneut den Einzug in den Dáil Éireann, scheiterte aber wiederum. Wiederholt gelang ihm aber die Wahl in den Seanad über die Arbeitnehmerliste. Dort wurde er am 7. Juli 2020 zum Leas-Chathaoirleach, dem stellvertretenden Vorsitzenden, gewählt. Da er entgegen der Verbote wegen der COVID-Pandemie im August 2020 an einer Dinner Party teilgenommen hatte (sog. Oireachtas Golf Society scandal), trat er am 21. August 2020 von diesem Amt zurück. Am 16. Dezember 2022 wurde er als Nachfolger von Mark Daly in das Amt des Cathaoirleach, dem Vorsitzenden des Seanads, gewählt.
Er trat bei den Wahlen zum Dáil Éireann 2024 für den Wahlkreis Cork South Central an und wurde wiedergewählt. Buttimer wurde in der Regierung Martin II zum Staatsminister für kommunale Entwicklung, Wohltätigkeitsorganisationen, Gaeltacht und die Inseln sowie für den ländlichen Verkehr ernannt.

## Privates
Buttimer bekannte sich im April 2012 als homosexuell. Im Dezember 2017 heiratete er Conchobar Ó Laoghaire.